# Mesoleptus sapporensis
Mesoleptus sapporensis är en stekelart som först beskrevs av Tohru Uchida 1930.  Mesoleptus sapporensis ingår i släktet Mesoleptus och familjen brokparasitsteklar. Inga underarter finns listade i Catalogue of Life.